# Frida Eldebrinková
Frida Eldebrinková (* 4. ledna 1988 Södertälje, Švédsko) je švédská basketbalistka, který hraje na pozici rozehrávačky v týmu ZVVZ USK Praha.
Pochází ze sportovní rodiny. Její otec Kenth Eldebrink je bývalý švédský atlet a bronzový olympijským medailistou v hodu oštěpem na olympiádě v Los Angeles, strýc Anders Eldebrink pak švédský hokejista a bronzový olympijským medailista na olympiádě v Calgary. Její dvojče Elin i starší sestra Sofie jsou také basketbalistky. Hrála za týmy Telge Energi (2002–2008), Tarbes (2008–2010), Frisco Sika Brno (2010–2011). Od roku 2011 je hráčkou ZVVZ USK Praha.

## Úspěchy
- 2007 – Mistrovství světa do 19 let, 2. místo (Švédsko)
- 2010 – Francouzská basketbalová liga, 1. místo (Tarbes)
- 2012 – Liga České republiky, 1. místo (ZVVZ USK Praha)